# الزرار
الزرار أو الضرار هي دبابة قتالية باكستانية الصنع، ينتجها مصنع تاكسيلا للصناعات الثقيلة في كراتشي، الدبابة جهزت بمدفع عيار 125 مم أملس
قامت باكستان بتطوير قذيفة خاصة تستعمل اليورانيوم المنضب والتي تبلغ قدرتها علي الاختراق 550مم من الصلب المتجانس من مسافة 2كم
أنظمة توازن محورية جديدة للمدفع و جعل المدفع الثانوي عيار 12.7مم اليا يتحكم به من داخل الدبابة
تدريع جديد للدبابة و درع تفاعلي
وزن الدبابة إلي 40 طنا
إضافة جهاز تحذير من أشعة الليزر باكستاني الصنع
محرك جديد قدرة 720حصان الجيش الباكستاني يملك 500 دبابة من هذا النوع

## وصلات خارجية
- Heavy Metal - Pakistani AFVs, by Usman Ansari* Al-Zarrar Main Battle Tank at Bangladesh Military Forces website
- GlobalSecurity.org - Pakistan Army gets first consignment of 80 Chinese-origin tanks

Pictures of Al-Zarrar in service during anti-insurgency operations
- Al-Zarrar in service in سوات.
- An Al-Zarrar believed to have been destroyed during anti-insurgency operations in سوات.